# Ирис буро-жёлтый
Ирис буро-жёлтый (лат. Iris fulva) — вид травянистых растений рода Ирис (Iris) семейства Ирисовые (Iridaceae).
Единственный из диких ирисов с красным цветком.

## Ареал
Распространён в США (долина реки Миссисипи). Растёт на открытых заболоченных и в сырых низких местах; на крутых солнечных склонах; нередко в тени листопадных деревьев.

## Ботаническое описание
Листья ланцетные, до 3 см шириной, намного превышают цветки. Корневища до 15 см длиной и 2 см в диаметре, с перетяжками.
Цветки медно-красные или терракотово-красные, с более тёмным жилкованием, встречаются и голубые; внешние доли околоцветника широколопастные, раскидистые, внутренние доли наполовину уже, тоже раскидистые; все доли околоцветника повисают книзу. Коробочка удлинённая, 6 см длиной; семена до 10 мм, серовато-светло-коричневые, морщинистые.

## Синонимы
- Iris cupraea Pursh (1814)
- Iris ecristata Alexander (1931)
- Iris fulva f. fulvaurea (Small) N.C.Hend. (1994)
- Iris fulvaurea Small (1931)
- Iris rubescens Raf. (1817)
- Limniris fulva (Ker Gawl.) Rodion. (2007)
- Neubeckia fulva (Ker Gawl.) Alef. (1863)
- Phaeiris fulva (Ker Gawl.) M.B.Crespo, Mart.-Azorín & Mavrodiev (2015)